# Rio Franţuşca
O Rio Franţuşca é um rio da Romênia, afluente do Firiza, localizado no distrito de Maramureş.